# Рудногалькові млини
Рудногалькові млини (МРГ) застосовуються на збагачувальних фабриках, які переробляють уранові, золотовмісні, поліметалічні, залізні та інші корисні копалини. Для рудногалькового подрібнення застосовують млини будь-якого розміру і профілю, але перевагу віддають млинам із співвідношенням довжини барабана до його діаметра D: L = 1,5 : 1.
Рудногалькові млини за конструкцією аналогічні кульовим млинам з розвантаженням через решітку.
Технічні характеристики рудногалькових млинів мокрого самоподрібнення МГР-4000х7500; МГР-5500х7500А; МШРГУ-4500х6000:
Внутрішній розмір барабана (без футеровки), мм
- діаметр — 4000-4500
- довжина — 6000-7500
- Номінальний об'єм барабана, м3 — 83-160
- Частота обертання барабана, хв−1 — 15-17
- Потужність електродвигуна, кВт — 1600-3150